# Crematogaster peruviana
Crematogaster peruviana är en myrart som först beskrevs av Wheeler 1922.  Crematogaster peruviana ingår i släktet Crematogaster och familjen myror. Inga underarter finns listade i Catalogue of Life.